# Carlo De Vincentiis (violinista)
Carolo Antonio Di Vincenzo (meglio conosciuto come Carlo De Vincentiis o Acquaviva) (Acquaviva delle Fonti, 1º maggio 1622 – Napoli, 1677) è stato un violinista italiano.
Figlio di Donato di Cola e Livia Cassotta, fu uno dei più importanti violinisti napoletani del Seicento, maestro di Pietro Marchitelli dal 1657. Da suo fratello Cola Francesco Di Vincenzo, nato nel 1626, discende il musicologo Giovanni Tribuzio e il vescovo Agostino Laera.